# Пургатори, Андреа
Андре́а Пургато́ри (итал. Andrea Purgatori; 1 февраля 1953, Рим — 19 июля 2023, Рим) ─ итальянский журналист, репортёр, сценарист, режиссёр, эссеист, писатель, телеведущий, актёр и экологический активист.
Написал сценарии к более чем 40 кино- и телефильмам, снял 2 картины в качестве режиссёра. В 13 кино- и телефильмах участвовал как актёр.
Был ведущим авторской программы «Атлантида ─ Истории людей и миров» с телевизионного сезона 2017—2018 до 19 июля 2023 года на канале La7.
Являлся президентом национальной организации «Гринпис Италии» с 2014 по 2020 год.

## Биография
Родился 1 февраля 1953 года, в Риме. Окончил римский университет Сапьенца. В 1980 году получил степень магистра журналистики в Колумбийском университете в Нью-Йорке.
Профессиональный журналист с 1974 года. С 1976 по 2000 год был корреспондентом газеты Corriere della Sera. Получил известность своими расследованиями и репортажами о международном и итальянском терроризме в «свинцовые семидесятые», о таких как похищение Моро и катастрофа в Устике.
Он рассказывал о многочисленных преступлениях мафии с 1982 года до поимки Тото Риины.

Работал специальным военным корреспондентом в горячих точках. Вёл репортажи из зон боевых действий, таких как война в Ливане 1982 года, ирано-иракская война 1980-х годов, война в Персидском заливе 1991 года, интифада и восстания в Тунисе и Алжире. Писал для изданий Unity, Vanity Fair, The Huffington Post и Le Monde Diplomatique. В последнее время сотрудничал с Corriere della Sera и Style Magazine. 

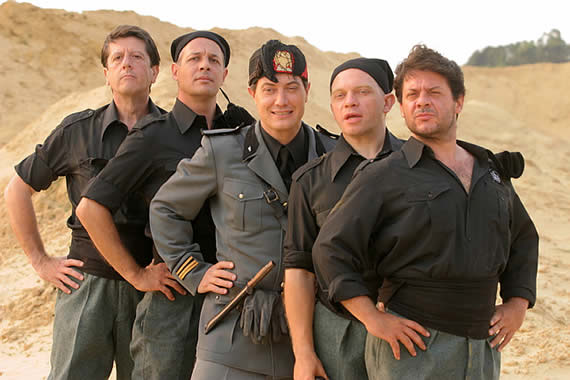
Андреа Пургатори (крайний слева) в фильме «Фашисты на Марсе»

Был убеждённым экологическим активистом, неоднократно уделял внимание изменениям климата и охране окружающей среды в своих передачах. С 2014 по 2020 год был президентом национальной организации «Гринпис Италии».
Написал сценарии к более 40 кино- и телефильмам, снял 2 картины в качестве режиссёра. В 13 кино- и телефильмах участвовал как актёр.
С телевизионного сезона 2017—2018 года до 19 июля 2023 года был ведущим авторской программы «Атлантида ─ Истории людей и миров» на канале LA7.
За три месяца до смерти у Андреа Пургатори был диагностирован рак лёгких. Он скончался в Риме от сердечно-лёгочной недостаточности 19 июля 2023 года.

## Семья
- Первая жена ─ Николь Шмиц, искусствовед и актриса немецкого происхождения[8]. Бракосочетание состоялось в 1992 году в швейцарском Куре[9].
- После развода состоял в отношениях с Эррикой Далл’Ара ─ сотрудницей пресс-службы муниципалитета Римини[9].

Дети:
- Эдоардо (род. 1989), известен также под псевдонимом Эдоардо Хендрик, ─ итальянский актёр театра, кино и телевидения[8]
  - Внуки: Леонардо (род. 2020), Пьетро (род. 2023)[9]
- Лудовико ─ ассистент режиссёра[9]
- Виктория ─ ассистентка режиссёра[9]

## Фильмография

### Кинофильмы
| Год  | Русское название               | Оригинальное название | Роль             | Режиссёр фильма               |
| ---- | ------------------------------ | --------------------- | ---------------- | ----------------------------- |
| 1987 | Призраки                       | Spettri               | сценарист        | Марчелло Аваллоне             |
| 1989 | Майя                           | Maya                  | сценарист        | Марчелло Аваллоне             |
| 1990 | Панама Сугар                   | Panama Sugar          | сценарист        | Марчелло Аваллоне             |
| 1991 | Невидимая стена                | Il muro di gomma      | сценарист, актёр | Марко Ризи                    |
| 1992 | На чёрном континенте           | Nel continente nero   | сценарист        | Марко Ризи                    |
| 1994 | Мальчик-судья Розарио Ливатино | Il giudice ragazzino  | сценарист        | Алессандро ди Робилант        |
| 1995 | Государственная тайна          | Segreto di stato      | сценарист        | Джузеппе Феррара              |
| 1997 | Последняя рана                 | Ultimo taglio         | сценарист        | Марчелло Аваллоне             |
| 2001 | Три жены                       | Tre moglie            | актёр            | Марко Ризи                    |
| 2006 | Фашисты на Марсе               | Fascisti su Marte     | актёр            | Коррадо Гуццанти, Игор Скофич |

### Телефильмы и сериалы
| Год         | Русское название                             | Оригинальное название           | Роль      | Режиссёр фильма               |
| ----------- | -------------------------------------------- | ------------------------------- | --------- | ----------------------------- |
| 1998        | Жизни под охраной                            | Vite blindate                   | сценарист | Алессандро ди Робилант        |
| 1998        | Икбал                                        | Iqbal                           | сценарист | Чинция Торрини                |
| 1999        | Конец столетия                               | Fine secolo                     | сценарист | Джанни Лепре                  |
| 2000        | Жизнь меняется                               | La vita cambia                  | сценарист | Джанлуиджи Калдероне          |
| 2000        | Подозреваемые                                | Sospetti                        | сценарист | Луиджи Перелли                |
| 2001        | Большой теракт                               | L’attentatuni                   | сценарист | Клаудио Бонивенто             |
| 2001        | Туринская плащаница ─ 24 часа, 14 заложников | La Sindone — 24 ore, 14 ostaggi | сценарист | Лодовико Гаспарини            |
| 2002        | Дело Скафролья                               | Il caso Scafroglia              | актёр     | Коррадо Гуццанти, Игор Скофич |
| 2005 ─ 2007 | Капитан                                      | Il capitano                     | сценарист | Витторио Синдони              |

### Короткометражные фильмы
| Год  | Русское название    | Оригинальное название     | Роль      | Режиссёр фильма |
| ---- | ------------------- | ------------------------- | --------- | --------------- |
| 2004 | Призрак из Корлеоне | Il fantasma di Corleone   | сценарист | Марко Амента    |
| 2014 | Сад наслаждений     | Il giardino delle delizie | режиссёр  |                 |
| 2017 | Они продают         | They Sell                 | режиссёр  |                 |

## Награды

#### Кинопремии
| Награда                                | Год  | Категория                                | Фильм/Телесериал               | Результат |
| -------------------------------------- | ---- | ---------------------------------------- | ------------------------------ | --------- |
| Давид ди Донателло                     | 1992 | Лучший сценарий                          | Невидимая стена                | Номинация |
| Давид ди Донателло                     | 2010 | Лучший сценарий                          | Фортапаш                       | Номинация |
| Серебряная лента                       | 1992 | За лучший оригинальный сценарий          | Невидимая стена                | Победа    |
| Серебряная лента                       | 1993 | Лучший сценарий                          | На чёрном континенте           | Номинация |
| Серебряная лента                       | 1995 | Лучший сценарий                          | Мальчик-судья Розарио Ливатино | Номинация |
| Серебряная лента                       | 2009 | Лучший сценарий                          | Фортапаш                       | Номинация |
| Золотой глобус (Италия)                | 1994 | Лучший сценарий                          | Мальчик-судья Розарио Ливатино | Победа    |
| Золотой глобус (Италия)                | 2012 | Лучший сценарий                          | Промышленник                   | Номинация |
| FIPA                                   | 2010 | Золотая медаль «FIPA» за лучший сценарий | Скандал с Банком Рима          | Победа    |
| Премия Золотая хлопушка                | 1992 | Лучший сценарий                          | Невидимая стена                | Номинация |
| Премия Золотая хлопушка                | 2009 | Лучший сценарий                          | Фортапаш                       | Номинация |
| Премия Серджо Амидей                   | 2009 | Лучший сценарий                          | Фортапаш                       | Победа    |
| Шанхайский Международный Телефестиваль | 2008 | Лучший сценарий                          | Караваджо                      | Номинация |